# كلوستريديوم النمل الأبيض
مطثية النمل الأبيض أو المطثية الأَرَضَية أو كلوستريديوم النمل الأبيض (الاسم العلمي:Clostridium termitidis) هي نوع من البكتيريا تتبع جنس المطثية من فصيلة نظيرات المطثية.